# Wilhelm Pettersson (konservator)
Carl Wilhelm Pettersson, född 13 december 1866 i Ronehamn på Gotland, död 10 december 1954 i Stocksund i Danderyds församling, var en svensk konstnär och konservator.
Efter utbildning vid Tekniska skolan i Stockholm bedrev han under en tid självstudier innan han arbetade med tidningsteckning, karikatyrer och porträttmålning huvudsakligen i akvarell. Omkring 1890 började ha intressera sig för restaurering av kyrklig konst och kom att utföra konserveringsarbeten i över 100 kyrkor. För Edsbro kyrka utförde han en ny väggmålning på den södra långhusväggen 1904. Efter skisser från Axel Herman Hägg utförde han under samma tid muralmålningar samt glasmålningar i ett tornfönster i Dalhems kyrka och i Ardre kyrka på Gotland. Han utförde även glasmålningar i Heliga Trefaldighetskyrkan i Uppsala. Altartavlan i Ganthems kyrka på Gotland är en i ek skuren och målad efterbildning som Pettersson utförde 1901 efter det retabulm från 1300-talet av furu som tidigare prydde altaret. Wilhelm Pettersson är begravd på Danderyds kyrkogård. 